# Eigengrau

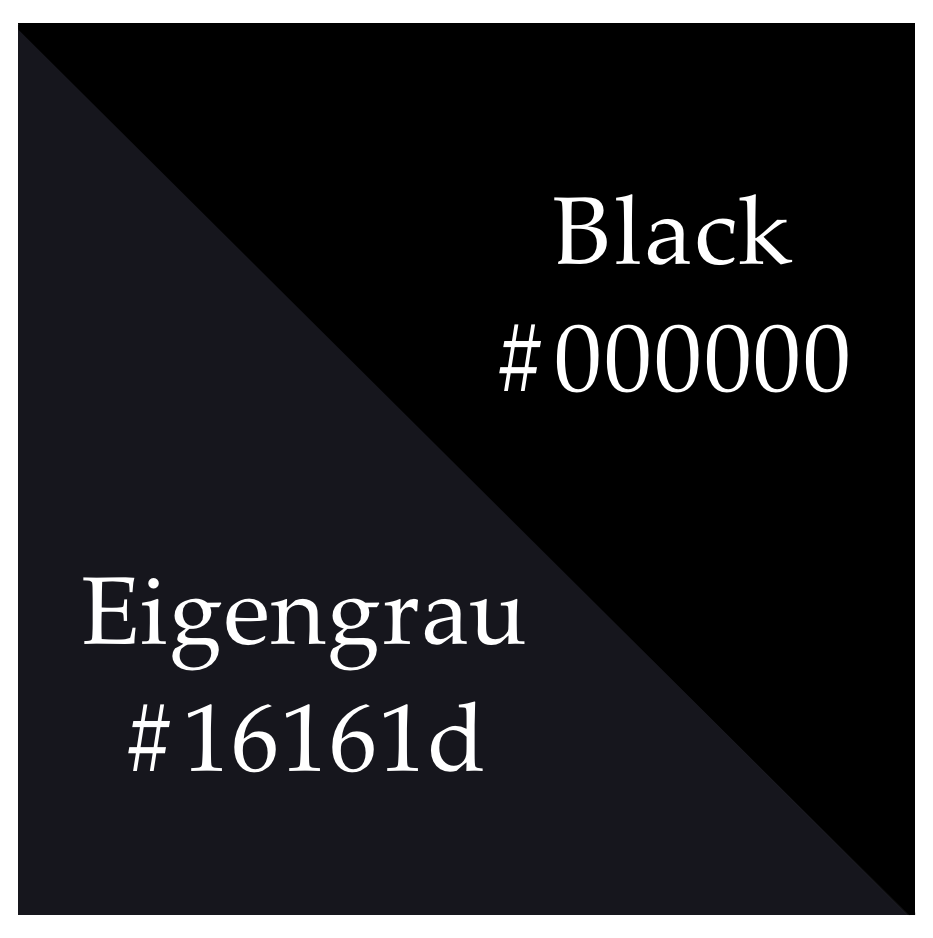
Una aproximació de Eigengrau vs. El color negre

Eigengrau (Alemany: "gris intrínsec", lit. "gris propi"; pronunciat [ˈʔaɪ̯gn̩ˌgʁaʊ̯]), també anomenat Eigenlicht (holandès i alemany: "llum pròpia"), llum fosca, o gris cervell, és el fons gris fosc uniforme que moltes persones indiquen veure en l'absència de llum. El terme Eigenlicht comença al segle dinou, però s'ha utilitzat rarament en publicacions científiques recents. Els termes científics comuns pel fenomen inclouen "soroll visual" o "adaptació de fons". Aquests termes sorgeixen a causa de la percepció d'un camp de puntets minúsculs negres i blancs que van canviant contínuament i que es poden veure en el fenomen.
Eigengrau es percep més clar que un objecte negre en condicions d'enllumenat normal, perquè el contrast és més important en el sistema visual que la brillantor absoluta. Per exemple, el cel de nit es veu més fosc que l'Eigengrau pel contrast proporcionat per les estrelles.

## Causa
Els investigadors van notar aviat que la forma de les corbes d'intensitat-sensivitat assumint que una font intrínseca del soroll en la retina produeix esdeveniments aleatoris indistingibles d'aquells provocat per fotons reals. Experiments més tardans amb bastonets de la retina de gripaus de canya (Bufo marinus) va mostrar que la freqüència d'aquests esdeveniments espontanis depèn fortamnet de la temperatura-dependent, el que implica que són causats per la isomerització de rhodopsin. En cèl·lules de bastonets de la retina humans, aquests esdeveniments passen aproximadament una vegada que cada 100 segons de mitja, que, tenint en compte el número de molècules de rodopsina en una cèl·lula de bastonet, implica que la vida-mitja d'una molècula és aproximadament 420 anys. El indistingibilitat dels esdeveniments foscos de les respostes als fotons dona suport a aquesta explicació, perquè la rodopsina és a l'entrada de la cadena de transduction. D'altra banda, processos com l'alliberament espontani dels neurotransmissors tampoc es poden descartar.